# 周忸
周忸（？—452年），中国南北朝北魏政治人物。
兴安元年（452年）十一月甲申，魏文成帝将平南将军、宋子侯周忸进爵乐陵王，南部尚书、章安子陆丽为平原王，文武各加位一等。十二月十三日，魏文成帝任命乐陵王周忸为太尉，南部尚书陆丽为司徒，镇西将军杜元宝为司空。十二月二十日，周忸因罪，被命令自杀。当时，北魏刑法严酷，源贺奏请：“造反者家属，男子在十三岁以下没参加谋反的，应免死刑，交给官府为奴。”魏文成帝批准了他的建议。